# نادي نوشاتل زاماكس
نادي نوشاتل زاماكس هو نادي كرة قدم سويسري تأسس عام 1912 ومقره في مدينة نوشاتيل بسويسرا .

## إنجازاته
دوري السوبر السويسري
- عدد مرات الفوز باللقب (2): 1987, 1988.

دوري التحدي السويسري
- عدد مرات الفوز (2): 1973, 2007.

كأس السوبر السويسري
- عدد مرات الفوز (3):1987, 1988, 1990.